# Celmira
Celmira je město, které se nachází v provincii Chiriquí v Panamě. V roce 2008 zde žilo 1 058 obyvatel.

## Poloha
Celmira je město nacházející se zhruba 364 km od Panama City, hlavního města Panamy. Město leží poblíž hranic z Kostarikou

## Význam
Celmira si zakládá především na turistice - je obklopena čistou středoamerickou přírodou a není příliš drahá.